# Tico Tico
Tico Tico – singiel wydany przez polskiego pianistę Waldemara Maciszewskiego, który pod  pseudonimem Waldemar Waldi grał też muzykę jazzową i rozrywkową.
Nagrany w rytmie rumby utwór (skomponowany przez brazylijskiego muzyka znanego jako Zequinha de Abreu) został opracowany przez Maciszewskiego, któremu towarzyszyła podczas nagrania sekcja rytmiczna. Podobnie było z utworem „Twoje oczy” ze strony B – i tu kompozycja Mortona Goulda, opracowana i wykonana przez pianistę, nagrana została wraz z sekcją rytmiczną. Rejestracji nagrań dokonali pracownicy Zakładu Nagrań Dźwiękowych w Warszawie. Oba utwory z tej płyty oraz kolejne dwa z płyty Muzy o numerze 2638 zostały w 1955 wydane na stronie A winylowego 10" albumu Polskich Nagrań Muzy o numerze L 0065 (na stronie B umieszczono nagrania Zespołu Jazzowego Charlesa Bovery'ego).
10-calowa monofoniczna płyta (odtwarzana z prędkością 78 obr./min.), wydana została przez wytwórnię Muza (przekształconą później w Polskie Nagrania) z numerem katalogowym 2637 (numery matryc podane na naklejkach to odpowiednio a: ZND 3770  6-B-84296  i b: ZND 3771-2 6-B-84297).

## Muzycy
- Waldemar Maciszewski (Valdi) – fortepian
- sekcja rytmiczna

## Lista utworów
- A: „Tico Tico”  rumba (muz. Zequinha de Abreu)
- B: „Twoje oczy”  beguine (muz. Morton Gould)